# Csiky Péter
Csímsomlyói Csiky Péter (Gyergyószentmiklós, 1807. október 11. – Gyergyószentmiklós, 1845. július 25.) orvos.
1836 és 1840 között Gyergyószentmiklós orvosa volt. 1836. július 14-én nősült meg Kisjenőn.
A táplálatok (Pest, 1836) című műve az egyik első dietetikai tárgyú magyar szakkönyv.